# Phorinia orientalis
Phorinia orientalis là một loài ruồi trong họ Tachinidae.